# Isoluoto, Euraåminne
Isoluoto är en ö i Finland. Den ligger i sjön Pinkjärvi och i kommunen Euraåminne (tidigare Euraåminne) i den ekonomiska regionen  Björneborgs ekonomiska region  och landskapet Satakunta, i den sydvästra delen av landet, 210 km nordväst om huvudstaden Helsingfors. Öns area är 13,1 hektar och dess största längd är 0,9 kilometer i öst-västlig riktning.